# Безручки
Безручки (укр. Безручки) — село,
Никольский сельский совет,
Полтавский район,
Полтавская область,
Украина.
Код КОАТУУ — 5324083902. Население  2019 года составляло 512 человек.

## Географическое положение
Село Безручки находится в 1,5 км от левого берега реки Ворскла, выше по течению на расстоянии в 0,5 км расположено село Зенцы, ниже по течению на расстоянии в 2,5 км расположено село Лукищина, на противоположном берегу — село Гора. Примыкает к селу Клюшники. Река в этом месте извилистая, образует лиманы, старицы и заболоченные озёра. Протяженность села 4 км , с учетом базы отдыха "Родник" , более 6 км . 
Рядом проходит железная дорога, станция Безручки.

## Объекты социальной сферы
- Школа І ст. (не действует)

## Транспорт
Транспортное соединение с городом Полтава происходит несколькими видами транспорта:
- Железнодорожное соединение — электрички, время в дороге занимает 20 минут к Южному железнодорожному вокзалу, средняя стоимость проезда — 10грн;
- Автобусное сообщение с городом Полтава — время поездки составляет 45 минут, автобус прибывает на остановку Чапаева, средняя стоимость проезда — 14 грн.